# طبشور

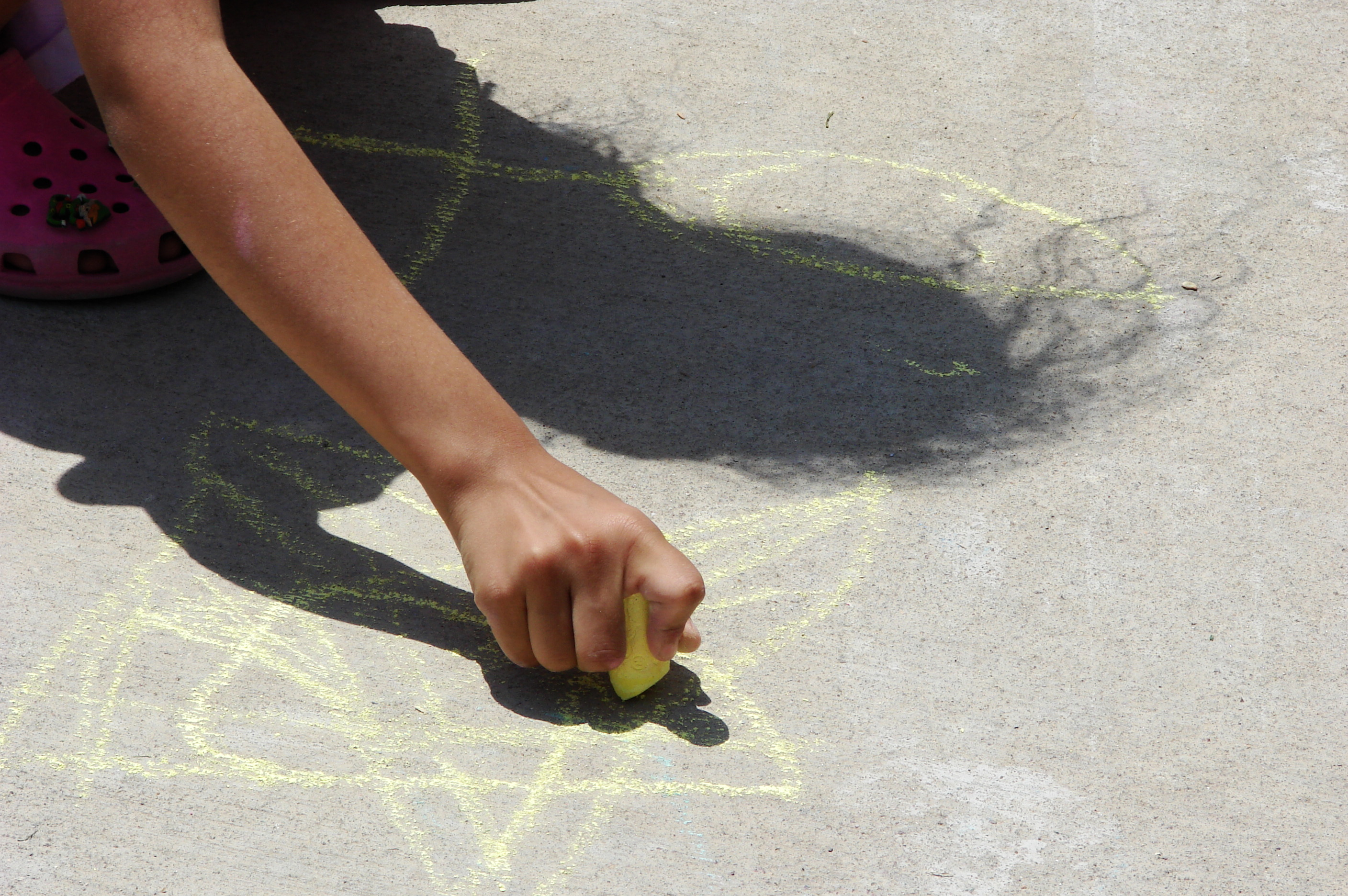
طفل يرسم من خلال الطبشور.

الطبشور[اضبِطْ بالشكل] أو الطباشير صخر رسوبي أبيض ناعم ذو حبيبات دقيقة، وشكل من أشكال الحجر الجيري يتكون من كالسيت المعدن. والكالسيت هي كربونات الكالسيوم (CaCO3). تشكلت في ظل الظروف البحرية العميقة من تراكم تدريجي من صفائح الكالسيت الدقيقة (coccoliths) المكونة من البذيرات الجيرية. ومن الشائع أن نجد عقيدات الصوان مدمجة مع الطباشير. ويمكن أن يشير الطباشير إلى غيرها من المركبات بما فيها سيليكات المغنيسيوم (الطلق) وكبريتات الكالسيوم.